# مسييه 54

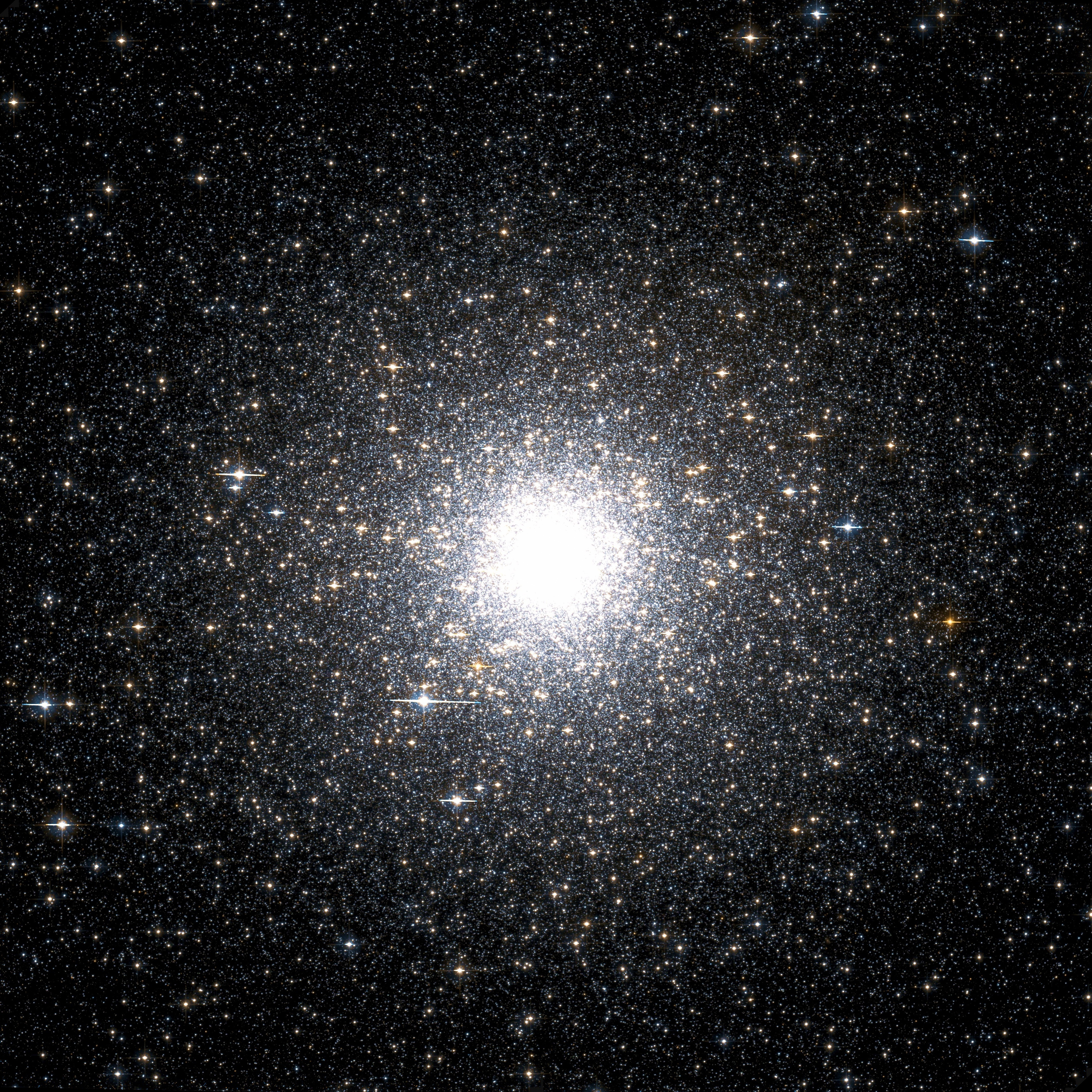

م54 أو مسييه 54 (بالإنجليزية: Messier 54 أو M54 أو NGC 6715) هو تجمع نجمي يوجد في كوكبة الرامي. اكتشفه شارل مسييه عام 1778 وقيده في فهرسه المعروف (فهرس مسييه) تحت رقم 54 . وترجع التسمية NGC 6715 إلى الفهرس العام الجديد.

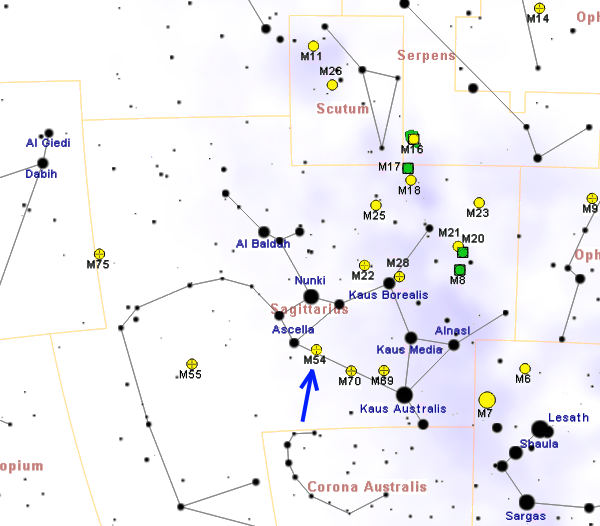
مسييه 54

وكان يعتقد في الماضي أنه يبعد نحو 50000 سنة ضوئية من الأرض، إلا أن المشاهدات الجارية عام 1994 ترجح أنه لا يتبع مجرتنا مجرة درب التبانة بل يكون جزءا من مجرة قزمة بالقرب من كوكبة الرامي، مما يجعله أول تجمع نجمي خارج مجرتنا.

## خصائصه
تدل القياسات الحديثة أن التجمع مسييه 54 يبعد نحو 87000 سنة ضوئية ويبلغ قطره نحو 1 سنة ضوئية. وهو يعتبر أحد التجمعات المكتظة بالنجوم ذات التصنيف class III (حيث تعتبر النصنيف I هو الأكثر احتواء للنجوم نحو 150 نجما، والتصنيف XII هو الأقل احتواء بالنجوم) . ويبلغ سطوعه أشد 850.000 مرة عن سطوع الشمس ويبلغ سطوعه نحو -10 قدر مطلق.
ويمكن مشاهدة مسييه 54 بسهوله في السماء بالقرب من نجم الرامي Zeta Sagittarii ، ولكن تلسكوبات الهواة لا تستطيه التفرقة بين نجومه.
وفي تقرير لأحد المجموعات العلمية صدر عام 2009 يبدو أنهم قد وجدوا ثقبا أسودا في مركز م54.
- البعد عن الأرض: 837000 سنة ضوئية
- الحجم: 12 دقيقة قوسية
- نصف القطر: 143 سنة ضوئية
- السطوع: 4و8 قدر ظاهري

العمر: 13 مليار سنة.

## اقرأ أيضا
- مجرة
- قزم أبيض
- عملاق أحمر
- نجم
- مجرة حلزونية
- مجرة إهليجية
- الانفجار العظيم
- خط زمني للانفجار العظيم
- نجم نيوتروني
- ثقب أسود
- بالومار 12
- قائمة مجرات المجموعة المحلية
- مجرة الرامي الإهليجية القزمة

## وصلات خارجية
- موقع «الكون» في الإنترنت